# Talsperre Vieselbach
Die Talsperre Vieselbach (Speicher Vieselbach) ist ein landwirtschaftlicher Speicher und liegt östlich von Erfurt zwischen Erfurt-Vieselbach und Mönchenholzhausen nahe Hochstedt.
Die Talsperre ist ein Aufstau des Vieselbaches und hat wechselnde Wasserstände. Sie dient neben der Bewässerung auch der Regulierung des Wasserstandes im Vieselbach. Der Stausee ist ein beliebtes Angelgewässer.
Das Absperrbauwerk ist ein 400 m langer und 20 m hoher Erddamm mit einer Außendichtung aus Asphaltbeton an der Wasserseite. Deshalb wirkt der Staudamm wenig naturnah. Die Stauanlage gehört der Thüringer Fernwasserversorgung.